# Legia Honorowa (Filipiny)
Filipińska Legia Honorowa (fil. Lehiyong Pandangal ng Pilipinas, ang. Philippine Legion of Honor) – order zasługi wojskowej i obronnej, wysokie filipińskie odznaczenie państwowe.

## Historia i charakterystyka
Została ustanowiona 3 lipca 1947 jako odznaczenie wzorowane na amerykańskiej Legii Zasługi. Miała podobny podział na rangi/stopnie i przeznaczona była do wyróżniania wybitnych wojskowych i cywilów zagranicznych i krajowych. Obecnie nadawana jest za chwalebną służbę w sprawach wojskowych i obronnych lub wkład w ochronę honoru Republiki Filipińskiej. Przyznaje się ją cywilom za służbę wojskową lub obronną albo życiowe oddanie dla służby publicznej, a wojskowym za wykonywanie swoich obowiązków w sposób wyjątkowy. Odznaczeni mogą być obywatele filipińscy oraz zagraniczni.
Jest to najwyższe odznaczenie, które może nadać prezydent filipiński bez konieczności uzyskania zgody Kongresu. Może je nadać również Sekretarz Obrony Narodowej, jeśli uzyska zatwierdzenie od prezydenta. W starszeństwie filipińskich odznaczeń Legia Honorowa jest druga po Krzyżu Służby Quezona, równorzędna z Orderem Lakanduli i Orderem Sikatuny, a powyżej Orderu Gabrieli Silang.
Pierwotnie Legia Honorowa podzielona była na cztery stopnie:
- I klasa – Chief Commander,
- II klasa – Commander,
- III klasa – Officer,
- IV klasa – Legionnaire.

Od 2003 istnieje sześcioklasowy podział dotyczący jedynie cywilów:
- I klasa – Chief Commander,
- II klasa – Grand Commander,
- III klasa – Grand Officer.
- IV klasa – Commander,
- V klasa – Officer,
- VI klasa – Legionnaire.

Podział czteroklasowy obowiązuje w stosunku do osób wojskowych, a klasy nazywane są w dalszym ciągu stopniami. W przypadku ponownego nadania tego samego stopnia lub klasy, odznaczony nie otrzymuje kolejnego medalu, a każde kolejne nadanie jest jedynie oznaczane za pomocą metalowego emblematu z liściem palmy (anahaw).

## Odznaczeni
Odznaczeni klasą Chief Commander (lista pełna):

- 1947 – Franklin Delano Roosevelt (pośmiertnie), b. prezydent USA
- 1949 – Czang Kaj-szek, prezydent Tajwanu
- 1951 – Achmed Soekarno, prezydent Indonezji
- 1951 – Francisco Franco, głowa Państwa Hiszpańskiego
- 1955 – Maxwell Taylor, przewodniczący KPSS USA
- 1957 – Emilio Aguinaldo, b. prezydent Filipin
- 1959 – Jose Laurel, b. prezydent Filipin
- 1961 – Douglas MacArthur, marszałek polny Filipin
- 1961 – Dwight Eisenhower, b. prezydent USA
- 1972 – Ferdinand Marcos, prezydent Filipin
- 1972 – Imelda Romualdez Marcos, pierwsza dama Filipin
- 1986 – Lorenzo Tañada, prawnik, senator Filipin
- 1988 – Claudio Teehankee, prezydent filipińskiego sądu najwyższego
- 1988 – Joaquin “Chino” Roces, filipiński wydawca
- 1992 – Jaime Sin, arcybiskup Manili
- 1994 – Sergio Osmeña, prezydent Filipin
- 1998 – Haji Hassanal Bolkiah, sułtan Brunei
- 2002 – Akihito, cesarz Japonii
- 2010 – Delfin Bangit, b. szef sztabu wojska Filipin
- 2010 – Stephen Solarz, senator USA
- 2011 – Teodoro C. Benigno, filipiński dziennikarz
- 2011 – James Reuter, filipiński jezuita
- 2011 – Ricardo David, b. szef sztabu wojska Filipin
- 2011 – Jesus Ayala, filipiński przemysłowiec
- 2011 – Eduardo Oban, b. szef sztabu wojska Filipin
- 2012 – Jesse Robredo, sekretarz spraw wewnętrznych Filipin
- 2013 – Hillary Clinton, sekretarz stanu USA
- 2014 – Emmanuel T. Bautista, szef sztabu wojska Filipin
- 2015 – Gregorio Catapang, szef sztabu wojska Filipin

22 listopada 2004 Filipińską Legią Honorową wyróżniony został również 201 Meksykański Dywizjon Myśliwski, jako jedyna jednostka uhonorowana w ten sposób.